# Гайсинский сахарный завод
Гайсинский сахарный завод — предприятие пищевой промышленности в городе Гайсин Гайсинского района Винницкой области Украины.

## История
Небольшой сахарный завод в уездном городе Гайсин Гайсинского уезда Подольской губернии Российской империи был построен в 1899 году, к нему была проложена узкоколейная железная дорога.
Во время первой русской революции рабочие завода участвовали в забастовках и демонстрациях (забастовке рабочих сахарного, пивоваренного и винокуренного завода в Гайсине в конце ноября - начале декабря 1905 года; во всеобщей забастовке рабочих сахарных заводов в декабре 1905 года; в стачке предприятий Гайсина в июле 1906 года и др.).
В июне 1912 года рабочие Гайсинского сахарного завода бастовали в знак солидарности с рабочими Соболевского сахарного завода (начавшими забастовку после того, как заводская администрация объявила о намерении начать увольнения рабочих). В этой забастовке участвовали свыше 400 человек и она завершилась успехом - администрации пришлось восстановить на работе уволенных рабочих сахарного завода и повысить оплату труда для сельхозрабочих на свекольных плантациях.
После Февральской революции, в марте 1917 года в Гайсине возник Совет рабочих, крестьянских и солдатских депутатов, а в апреле 1917 года - профсоюзная организация, по решению которой на предприятиях был установлен 8-часовой рабочий день.
После Октябрьской революции на сахарном заводе был введён рабочий контроль над производством.

### 1918 - 1991
В январе 1918 года в Гайсине была установлена Советская власть, но уже в начале марта 1918 года его оккупировали австро-немецкими войсками (которые оставались здесь до ноября 1918 года), в дальнейшем Гайсин оказался в зоне боевых действий гражданской войны.
В ходе советско-польской войны 15 мая 1920 года Гайсин захватили польские войска, но 14 июня 1920 город освободили части РККА и Советская власть была восстановлена. В 1923 году восстановление разграбленного Гайсинского сахарного завода (в то время - крупнейшего промышленного предприятия города и уезда) было завершено и он возобновил работу.
В 1925 году завод достиг довоенного уровня производства, а в ходе индустриализации 1930-х годов был оснащён новым оборудованием, реконструирован и значительно расширен. Рабочие завода Ю. Коваль, П. П. Бондарь и В. Ф. Поляруш стали стахановцами.
В ходе Великой Отечественной войны 25 июля 1941 года Гайсин оккупировали немецкие войска, которые предприняли усилия, чтобы восстановить и использовать в своих целях промышленные предприятия города. В конце 1941 года на сахарном заводе возникла советская подпольная организация, которую возглавил А. З. Кропивянский (в ней насчитывалось более 40 человек). Подпольщики нашли радиоприемники, наладили выпуск листовок и оказывали помощь партизанам.
16 марта 1944 года части 232-й стрелковой дивизии РККА освободили Гайсин, началось восстановление города. 21 сентября 1944 года возобновил работу восстановленный Гайсинский сахарный завод.
В 1959 году началась реконструкция завода, который был переведён на жидкое топливо. Кроме того, была построена заводская ТЭЦ, установлено новое оборудование. После окончания реконструкции мощность завода выросла почти вдвое.
За годы восьмой пятилетки (1966 - 1970) перерабатывающие мощности завода были увеличены на 1 тыс. тонн сахарной свеклы в сутки. Выполнение плановых показателей завод завершил досрочно, до 7 ноября 1970 года, и за производственные достижения и рационализаторскую деятельность слесарь завода В. Ф. Поляруш был награжден орденом Ленина, ещё девять работников - знаком "Отличник социалистического соревнования УССР" и ещё несколько работников - юбилейными ленинскими медалями.
После газификации города завод был переведён на использование природного газа.
В соответствии с 9-м пятилетним планом развития народного хозяйства СССР началась комплексная реконструкция завода.
В целом, в советское время сахарный завод входил в число ведущих предприятий райцентра, на его балансе находились объекты социальной инфраструктуры.

### После 1991
После провозглашения независимости Украины завод перешёл в ведение Государственного комитета пищевой промышленности Украины. 
В мае 1995 года Кабинет министров Украины утвердил решение о приватизации завода
В дальнейшем, государственное предприятие было преобразовано в открытое акционерное общество.
26 декабря 1998 года арбитражный суд Винницкой области возбудил дело о банкротстве завода. 
3 июня 1999 года Кабинет министров Украины передал завод в управление облгосадминистрации Винницкой области.
18 июля 2001 года Гайсинский сахарный завод был признан банкротом и началась его ликвидация.
Позднее завод был продан созданной в 2006 году продовольственной компании «Зоря Поділля». В сентябре 2007 года он возобновил работу и до конца 2007 года переработал 350 тыс. тонн сахарной свеклы и произвёл 46,3 тыс. тонн сахара.
В 2014 году завод прекратил использование в технологических процессах природного газа.
По состоянию на начало 2017 года Гайсинский сахарный завод входил в перечень пяти крупнейших действующих сахарных заводов на территории Украины.